# Didymascella
Didymascella är ett släkte av svampar. Didymascella ingår i familjen Hemiphacidiaceae, ordningen disksvampar, klassen Leotiomycetes, divisionen sporsäcksvampar och riket svampar.
| Didymascella | \| \| Didymascella oxycedri \| \| \| \| \| \| Didymascella chamaecyparidis \| \| \| \| \| \| Didymascella thujina \| \| \| \| \| \| Didymascella tetraspora \| \| \| \| |
|              | \| \| Didymascella oxycedri \| \| \| \| \| \| Didymascella chamaecyparidis \| \| \| \| \| \| Didymascella thujina \| \| \| \| \| \| Didymascella tetraspora \| \| \| \| |
|              | Rhabdocline |
|              | |
|              | Heyderia |
|              | |
|              | Sarcotrochila |
|              | |
|              | Korfia |
|              | |
|              | Chlorencoelia |
|              | |
|              | Fabrella |
|              | |
|              | Rhabdogloeum |
|              | |
|              | Meria |
|              | |
|              | Didymascella oxycedri |
|              | |
|              | Didymascella chamaecyparidis |
|              | |
|              | Didymascella thujina |
|              | |
|              | Didymascella tetraspora |
|              | |

|  | Didymascella oxycedri        |
|  |                              |
|  | Didymascella chamaecyparidis |
|  |                              |
|  | Didymascella thujina         |
|  |                              |
|  | Didymascella tetraspora      |
|  |                              |